# Centro amministrativo
Un centro amministrativo è un termine spesso usato in vari Stati per fare riferimento a una sede di amministrazione regionale o ente territoriale, o una città di contea, o il posto dove l'amministrazione centrale di un comune è situato.
In Russia, è termine è applicato alle località abitate che servono come sede del governo degli enti di vari livelli. L'unica eccezione è il ruolo delle repubbliche, per le quali il termine "capitale" è usato per riferirsi alla sede del governo. La capitale della Russia è anche un ente alla quale il termine "centro amministrativo" non è applicabile.
Nel Regno Unito il termine è comunemente usato per denotare il centro di un'autorità locale che è distinta da una contea storica con una città di contea.